# Sisyrinchium chiricanum
Sisyrinchium chiricanum là một loài thực vật có hoa trong họ Diên vĩ. Loài này được Woodson miêu tả khoa học đầu tiên năm 1945.